# Matsuno
Matsuno (jap. 松野町 Matsuno-chō) – miasto w Japonii, na wyspie Sikoku, w prefekturze Ehime. Według danych na rok 2020 miejscowość zamieszkiwało 3 674 mieszkańców , a gęstość zaludnienia wyniosła 37,3 os./km².